# Ligüerre de Cinca
Ligüerre de Cinca es una localidad española del municipio de Abizanda, perteneciente a la provincia de Huesca, en la comunidad autónoma de Aragón. Está ubicada en la comarca del Sobrarbe.

## Geografía

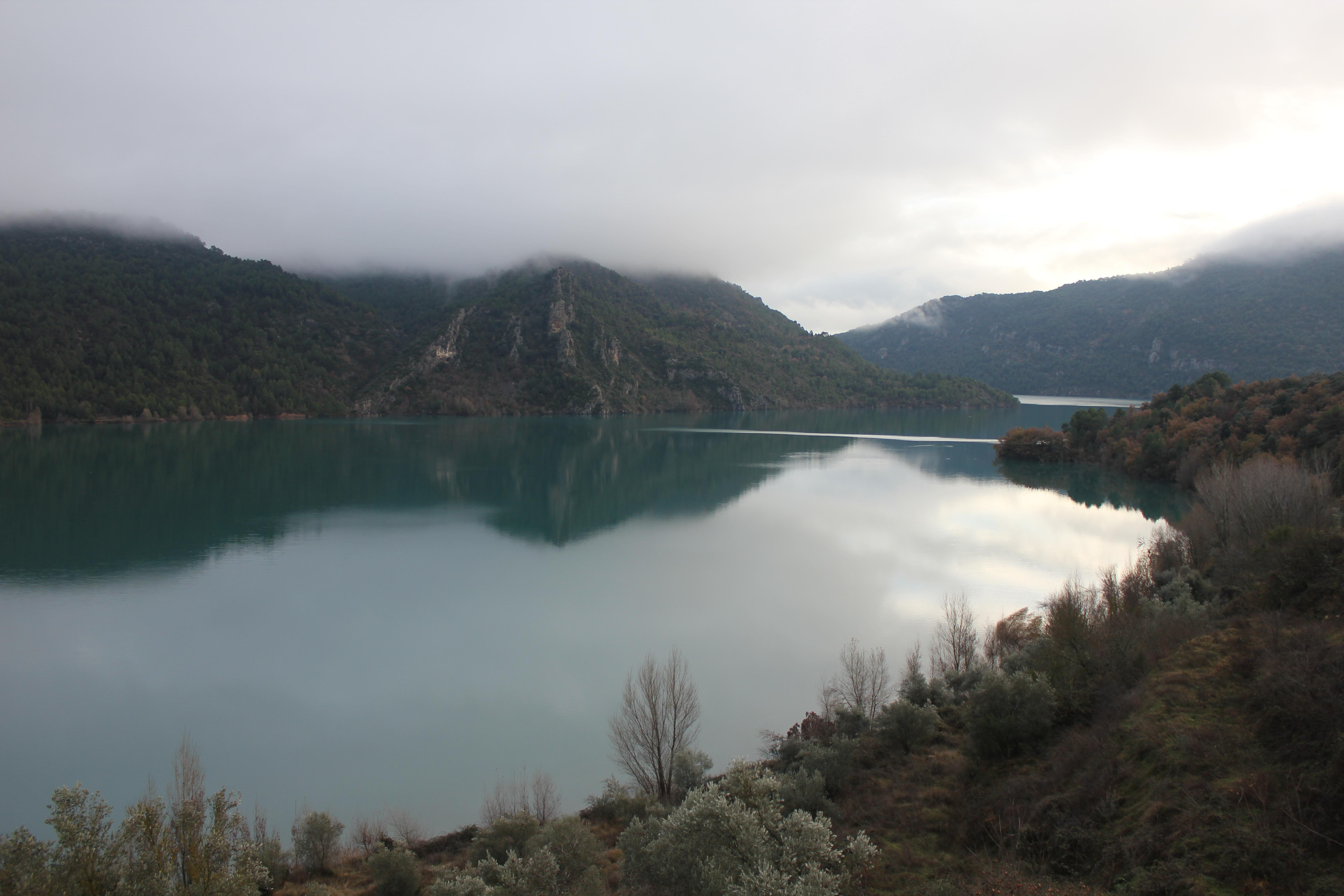
Embalse del Grado desde Ligüerre

Está situada a 94 km de la ciudad de Huesca y a 22 km de Aínsa.

## Historia
Es mencionado desde [069 y 1076, mencionando al castillo de Ligüerre ya desaparecido. En 1380 Juan II cedió Ligüerri a Rodrigo de Mur, En 1488 tenía 9 fuegos. La iglesia le perteneció al arcedianato de Sobrarbe y al obispado de Huesca, en 1571 le pasó al de Barbastro. En 1610 la localidad era posesión de Juan de Latrás quien vivía en el palacio. El año 1834 se abrió el ayuntamiento, pero no duro demasiado, ya que en 1845 el municipio fue anexado por el de Abizanda, el municipio incluyó a la localidad de Mesón de Ligüerre.
A mediados del siglo XIX, el lugar, por entonces con ayuntamiento propio, tenía contabilizada una población de 30 habitantes. La localidad aparece descrita en el décimo volumen del Diccionario geográfico-estadístico-histórico de España y sus posesiones de Ultramar de Pascual Madoz de la siguiente manera:

LIGUERRE DE CINCA: l. con ayunt. en la prov. de Huesca (13 leg.) part. jud. de Boltaña (3) dióc. de Barbastro (5) aud. terr. y c. g. de Zaragoza (22). sit. en el estremo E. de un llano al pié de una montaña y orilla der. del r. Cinca, clima saludable, le combate el viento E. y S. y se padecen algunas tercianas. Tiene sobre 30 casas, de dos pisos y construccion de piedra; casa consistorial, igl parr. (la Asuncion) de segunda clase servida por un cura de provision del diocesano. El térm. confina N. Samitier; E. Palo y Clamosa; S. r. Susia y O. Escanilla; comprende en su circunferencia, una ermita (Santiago Apostol), una barca de paso sobre el r. Cinca y un molino harinero con una piedra, impulsado por las aguas del r. Susia. El terr. participa de monte y llano; el de la primera clase consiste en una montaña sobre una mole de piedra caliza al N., por cuyo centro, como si brotase de él, pasa el r. Cinca estendiéndose con una rapidez inesplicable para fertilizar la parte de huerta que tiene en ambas márgenes; la segunda clase del terr. es un viñedo y campos blancos con varios trozos de olivar que se prolongan desde el l. hasta el confin del térm. por S. y 0.; á un tiro de fusil de la pobl. se encuentra la ya espresada barca, propiedad del pueblo, bastante concurrida por facilitar el paso de dicho r., entre los terr. de Sobrarve y la Fueba, y camino que conduce á Benasque, Campo y Franica. caminos: los locales en mediano estado. prod.: trigo, centeno , mijo, cebada, avena, judias, patatas y otras legumbres, cáñamo y lino; vino y aceite, nueces, melocotones, almendras y diferentes frutas de esquisito gusto: cria de ganado lanar y cabrío, caza de perdices, conejos y liebres; pesca de truchas, anguilas, barbos y madrinas. pobl. 5 vec., 30 alm. contr. 1,594 rs. 9 mrs.
(Madoz, 1847, p. 283)

El pueblo fue abandonado en la década de 1960 debido a la construcción del embalse de El Grado, en 1986 la Confederación Hidrográfica del Ebro cedió el lugar a la Unión General de Trabajadores que empezó un proyecto de restauración como lugar de vacaciones y agropecuario.

## Demografía
| Gráfica de evolución de Ligüerre de Cinca entre 1842 y 2020                                                              |
| |
| Datos del padrón municipal 2020 del INE. La población en el censo de 1842 corresponde a la del municipio ya inexistente. |

## Patrimonio

### Palacio de Ligüerre de Cinca

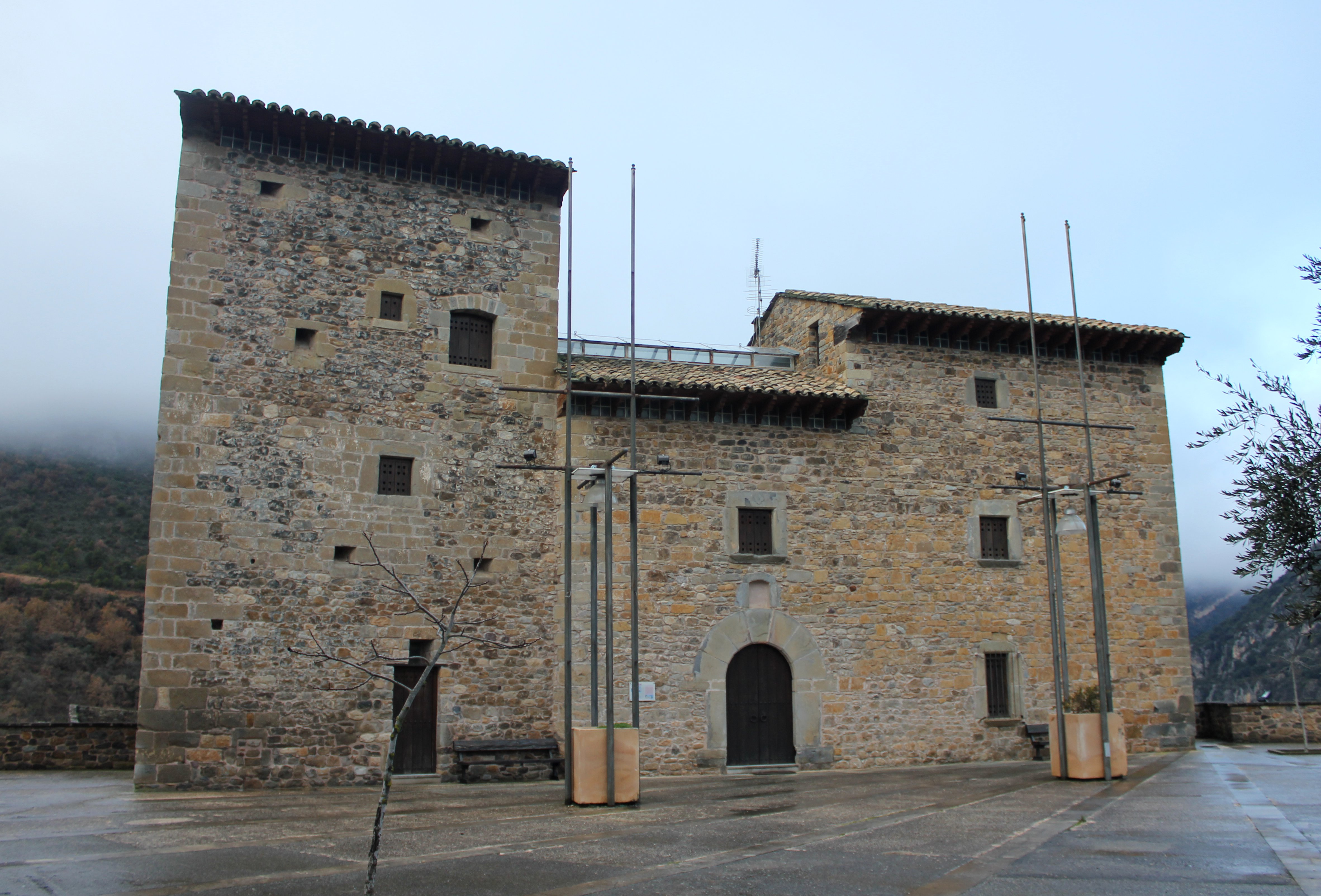
Palacio de Ligüerre

Construida en el siglo XVI de mampostería, le sirvió como hogar a los señores de Ligüerre, pasó junto al resto de propiedades a manos de la UGT en 1986. Es una construcción de planta rectangular. En el espacio central destaca la puerta construida en un arco de medio punto con dovelas, situado sobre esta se encontraba el escudo nobiliar, hoy desaparecido. Cuenta con dos torres, la más alta es la de la izquierda.

### Iglesia de la Asunción de María
La iglesia es una construcción del siglo XVI, está situada cerca del conjunto cerrado de casas que componen el núcleo. El interior consta de una única nave cubierta por una bóveda de cañón. El interior está pintado con pinturas populares muy posteriores a la construcción de la iglesia con motivos religiosos y otros elementos como aves o jarrones.

### Ermita de la Virgen del Pilar

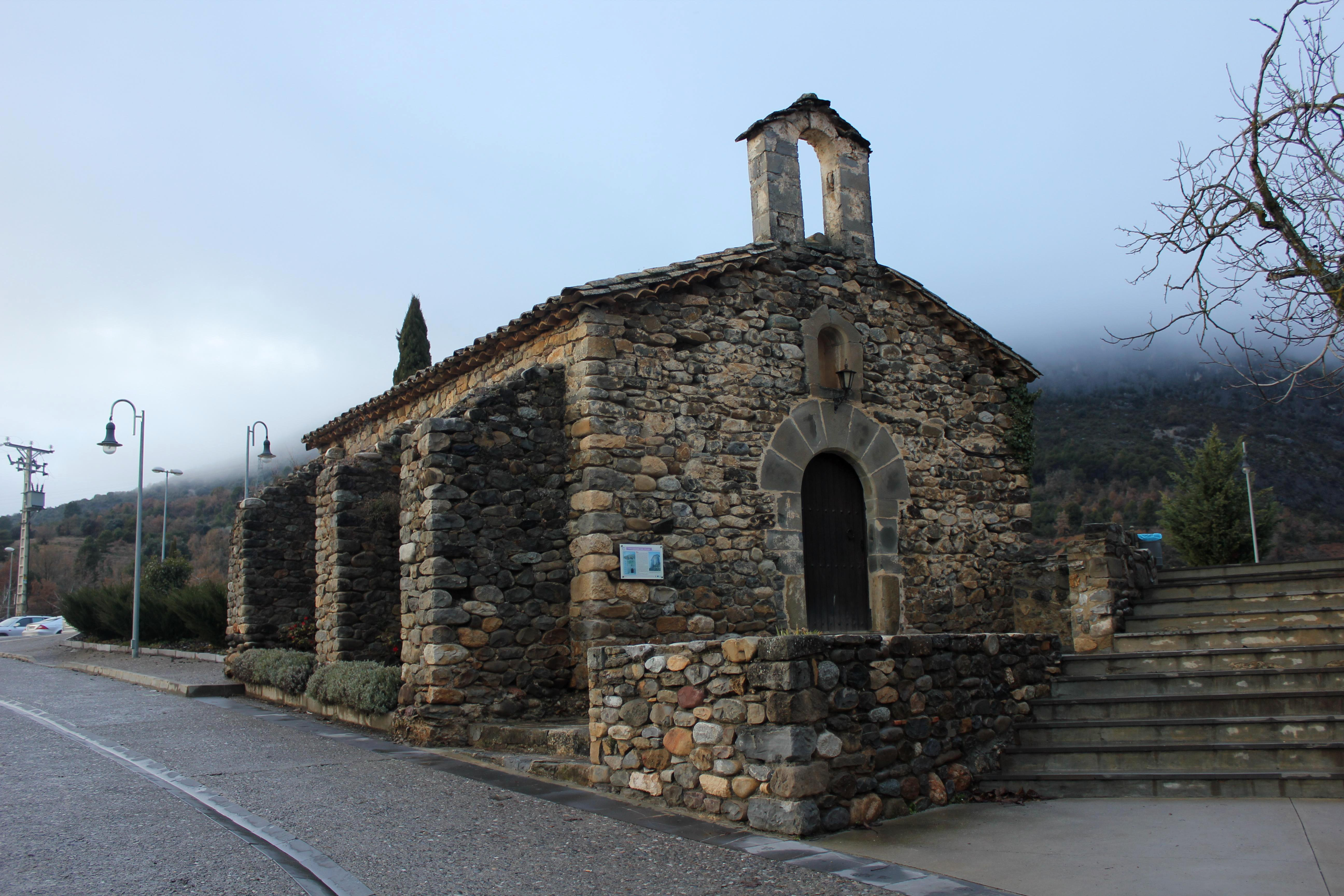
Capilla de la Virgen del Pilar

Construcción de entre los siglos XVII y XVIII, construida bajo mampostería al igual que el resto de edificios destacables en la localidad. Es de planta rectangular con testero recto y cubierta a dos vertientes. La entrada está construida bajo un arco de medio punto, encima de ella se encuentra un pequeño arco.

### Ermita de Santiago
Construcción de entre los siglos siglo XVII y XVIII, situada en medio de un campo a la orilla del pantano. Es de planta rectangular con testero recto y cubierta a dos vertientes. El interior se cubre con una bóveda irregular, en el pórtico queda a la vista la armadura de madera.

### Ermita de San Salvador
Es la más antigua de las tres ermitas, románica del siglo XII, se encuentra en ruinas, apartada de la carretera siguiendo el eje del río Cinca desde Barbastro en dirección a Aínsa. Se puede observar la nave y el ábside semicircular.

## Fiestas locales
- Fiesta mayor, 25 de julio, en honor a Santiago.
- Fiesta menor, en honor a San Sebastián.[4]